# Bucu
Bucu is een Roemeense gemeente in het district Ialomița.
Bucu telt 2391 inwoners.